# 1960-as Formula–1 portugál nagydíj
Az 1960-as Formula–1-es világbajnokság nyolcadik futama a portugál nagydíj volt.

## Futam
Egy hónap szünet után rendezték a portugál nagydíjat Oportóban. Stirling Moss belgiumi lábtörése után visszatért a mezőnybe. A pole-pozíciót John Surtees szerezte meg néhány századmásodperc előnnyel a második Gurney előtt. A harmadik helyről Brabham indult. A rajtnál az ausztrál vette át a vezetést, de Gurney hamar megelőzte. Brabham az egyik kanyarban ezután ki is sodródott, így hatodiknak esett vissza. Moss a második helyre lépett fel, Surteesszel és Phil Hill-lel harcolt pozíciójáért. 10 kör után Gurney visszaesett olajszivárgás miatt és Surtees vette át a vezetést. Mögötte Moss haladt, de gyújtógyertyájának meghibásodása miatt ki kellett állnia a boxba, a mezőny végére esett vissza. Később kizárták, mivel a menetiránnyal szemben haladt egy megcsúszása után.
Brabham Phil Hill-lel harcolt, míg az amerikai ki nem esett baleset miatt, majd a 36. körben a vezetés is az övé lett, mivel Surtees pedáljaira olaj szivárgott, aki emiatt kiállt. Bruce McLaren második helyének köszönhetően a Cooper kettős győzelmet aratott a harmadik Clark előtt. Brabham ötödik győzelmével bebiztosította második világbajnoki címét.
| Helyezés | Rsz. | Versenyző              | Csapat/Motor    | Futott körök | Idő/Kiesés oka | Rajthely | Pontszám |
| -------- | ---- | ---------------------- | --------------- | ------------ | -------------- | -------- | -------- |
| 1        | 2    | Jack Brabham           | Cooper-Climax   | 55           | 2:19'00,03     | 3        | 8        |
| 2        | 4    | Bruce McLaren          | Cooper-Climax   | 55           | + 57,97        | 6        | 6        |
| 3        | 14   | Jim Clark              | Lotus-Climax    | 55           | + 1'53,23      | 8        | 4        |
| 4        | 28   | Wolfgang von Trips     | Ferrari         | 55           | + 1'58,81      | 9        | 3        |
| 5        | 6    | Tony Brooks            | Cooper-Climax   | 49           | + 6 kör        | 12       | 2        |
| 6        | 16   | Innes Ireland          | Lotus-Climax    | 48           | + 7 kör        | 7        | 1        |
| 7        | 8    | Olivier Gendebien      | Cooper-Climax   | 46           | + 9 kör        | 14       |          |
| Kiz      | 12   | Stirling Moss          | Lotus-Climax    | 51           | Kizárva        | 4        |          |
| Kiesett  | 32   | Mário de Araújo Cabral | Cooper-Maserati | 38           | Baleset        | 15       |          |
| Kiesett  | 18   | John Surtees           | Lotus-Climax    | 37           | Hűtő           | 1        |          |
| Kiesett  | 26   | Phil Hill              | Ferrari         | 30           | Baleset        | 10       |          |
| Kiesett  | 24   | Dan Gurney             | BRM             | 25           | Motorhiba      | 2        |          |
| Kiesett  | 30   | Masten Gregory         | Cooper-Maserati | 21           | Váltó          | 11       |          |
| Kiesett  | 22   | Graham Hill            | BRM             | 9            | Váltó          | 5        |          |
| Kiesett  | 20   | Jo Bonnier             | BRM             | 6            | Motorhiba      | 13       |          |

## Statisztikák
Vezető helyen:
- Dan Gurney: 10 kör (1-10)
- John Surtees: 25 kör (11-35)
- Jack Brabham: 20 kör (36-55)

Jack Brabham 7. győzelme, John Surtees 1. pole-pozíciója, 1. leggyorsabb köre.
- Cooper 13. győzelme.